# A Igreja do Diabo (filme)
A Igreja do Diabo é um filme coproduzido entre França, Brasil e Portugal, que iria ser realizado por Manoel de Oliveira, no Rio de Janeiro.

## Enredo
Um jovem português (Ricardo Trêpa) vai ao Brasil e hospeda-se em uma pensão de um homem infiel, que trai sua esposa com o consenso desta. A isso junta-se uma visita do diabo à Terra para fundar uma igreja, as ilusões de um ornitólogo e a história do jovem Maciel, que se encanta por dona Conceição enquanto seu marido vai à missa do galo. Baseado nos contos "Ideias do Canário", "A Igreja do Diabo" e "Missa do Galo", de Machado de Assis.

## Produção
O filme seria realizado em 2011, porém Oliveira e a produção do filme optaram por realizar o filme "O Gebo e a Sombra", baseado no escritor português Raul Brandão, que foi lançado em 2012 e conta no elenco com Jeanne Moreau, Claudia Cardinale e Michael Lonsdale, que foi rodado em Paris. A opção do diretor valia que este filme era mais adequado ao mundo atual por tratar da questão do dinheiro na sociedade contemporânea.
Em novembro de 2013, Oliveira manifestou a vontade de filmar o projeto embora reconheça dificuldades quanto a idade, a saúde e a questão de financiamento, em entrevista publicada na revista francesa Cahiers du Cinéma. Com o seu falecimento, em 2 de Abril de 2015, o projecto do filme ficou suspenso, desconhecendo-se ainda se poderá vir a ser realizado por outro cineasta. 
Em 2017 foi lançado o filme "A Comédia Divina", baseado no mesmo texto de Machado de Assis: http://www.olharimaginario.com.br/a-comedia-divina/